# Jing mo gaa ting
Jing mo gaa ting – hongkoński komediowy film akcji z 2005 roku w reżyserii Yuen Woo-pinga i Stephena Funga.
W 2006 roku podczas 25. edycji Hong Kong Film Awards Yuen Woo-ping, Yuen Shun Yi oraz Huan-Chiu Ku byli nominowani do nagrody Hong Kong Film Awards w kategorii Best Action Choreography a Stephen Fung był nominowany w kategorii Best New Director.

## Fabuła
Teddy Yu jest byłym agentem służb specjalnych, myśli, że wydarzenia z przeszłości już nie wrócą. Po śmierci jego żony wychowuje dwójkę dzieci, które nie traktują go poważnie, a jego opowieści o pracy agenta budzą w nich zmieszanie. Teddy musi zmierzyć się z przeszłością a jego dzieci zostają wmieszane w niezakończone sprawy.

## Obsada
Źródło: Filmweb

- Anthony Wong – Yue Siu Bo
- Stephen Fung – Nickie
- Michael Wong – Rocky
- Gillian Chung – Natalie
- Daniel Wu – Jason
- Charlene Choi – Ella
- Wu Ma – wujek Chiu
- Josie Ho – zabójczyni
- Jake Strickland – Nelson
- Jon Foo – Sam Shan
- Philip Ng – King